# Crenosoma vulpis
Espèce
Synonymes
- Liorhynchus vulpis Dujardin, 1844
(protonyme)

Crenosoma vulpis est une espèce de nématodes de la famille des Crenosomatidae.